# جامعة المشرق الأهلية
جامعة المشرق الأهلية هي جامعة أهلية تقع في مدينة بغداد في العراق معترف بها رسميا من وزارة التعليم العالي والبحث العلمي العراقية.

## الأقسام
- - كلية طب
  - كلية طب الاسنان.
  - كلية الصيدلة.
  - كلية تقنيات العلوم الطبية.
  - قسم التخدير.
  - قسم التحليلات المرضية.
  - قسم الفيزياء الطبية.
  - كلية القانون.
  - كلية العلوم الادارية.
  - قسم إدارة الأعمال.
  - قسم العلوم المالية والمصرفية.
  - قسم المحاسبة.
  - كلية الفنون الجميلة.
  - قسم الفنون التشكيلية.
  - قسم الفنون المسرحية.
  - قسم التصميم.
  - كلية التربية البدنية وعلوم الرياضة.[2]
  - كلية هندسة